# Kazushi Mitsuhira
Kazushi Mitsuhira (三平 和司 Mitsuhira Kazushi?), född 13 januari 1988 i Kanagawa prefektur, är en japansk fotbollsspelare.
Mitsuhira började sin karriär 2008 i Shonan Bellmare. Efter Shonan Bellmare spelade han för Oita Trinita. Han spelade 62 ligamatcher för klubben. 2013 flyttade han till Kyoto Sanga FC. Han gick tillbaka till Oita Trinita 2015.